# Israël op de Olympische Zomerspelen 1992
Israël nam deel aan de Olympische Zomerspelen 1992 in Barcelona, Spanje. 

## Medailleoverzicht
| Sport | Olympiër    | Onderdeel | Medaille |
| ----- | ----------- | --------- | -------- |
| Judo  | Yael Arad   | -63kg (m) | Zilver   |
| Judo  | Oren Smadja | -71kg (v) | Brons    |

## Deelnemers en resultaten

### Atletiek
| Olympiër        | Onderdeel                | Resultaat | Prestatie                                                  |
| --------------- | ------------------------ | --------- | ---------------------------------------------------------- |
| Aleksey Bazarov | 400m horden (m)          | 31e       | serie 1: 5de in 50,33                                      |
| Rogel Nachum    | hink-stap-springen (m)   | 24e       | kwalificatie: 24ste met 16,23m                             |
| Rogel Nachum    | polsstokhoogspringen (m) | 8e        | kwalificatie groep B: 2de met 5,60m finale: 8ste met 5,40m |
| Rogel Nachum    | speerwerpen (m)          | 24e       | kwalificatie groep B: 13de met 73,88m                      |

### Gewichtheffen
| Olympiër         | Onderdeel  | Resultaat | Prestatie                                                        |
| ---------------- | ---------- | --------- | ---------------------------------------------------------------- |
| Reuven Hadinatov | -60kg (m)  | 15e       | trekken: 9de met 122,5kg stoten: 16de met 145kg totaal: 267,5kg  |
| Oleg Sadikov     | -75kg (m)  | 10e       | trekken: 8ste met 152,5kg stoten: 14de met 180kg totaal: 332,5kg |
| Andrei Denisov   | -100kg (m) | 6e        | trekken: 4de met 175kg stoten: 9de met 202,5kg totaal: 377,5kg   |

### Gymnastiek
| Olympiër   | Onderdeel                | Resultaat | Prestatie                              |
| ---------- | ------------------------ | --------- | -------------------------------------- |
| Ron Kaplan | meerkamp individueel (m) | 65e       | kwalificatie: 65ste met 112,250 punten |

### Judo
| Olympiër           | Onderdeel | Resultaat | Prestatie |
| ------------------ | --------- | --------- | --- |
| Amit Lang          | -60kg (m) | 13e       | 1ste ronde: vrij 2de ronde: V van KOR Yoon herkansingen: V van VEN García |
| Oren Smadja        | -71kg (m) | Brons     | 1ste ronde: vrij 2de ronde: W van DJI Taher: ippon 3de ronde:: W van GBR Cusack: ippon kwartfinale: V van KOR Chung: ippon herkansingen: W van ITA Sulli: ippon herkansingen 2: W van MGL Boldbaatar: ippon bronzen finale: W van GER Dott: ippon |
| Simon Magalashvili | -95kg (m) | 21e       | 1ste ronde: vrij 2de ronde: V van ITA Guido: ippon |
|                    |           |           | |
| Yael Arad          | -61kg (m) | Zilver    | 1ste ronde: vrij 2de ronde: W van ESP Gómez: waza-ari kwartfinale:: W van TCH Jánošíková: waza-ari halve finale: W van GER Eickhoff: ippon finale: V van FRA Fleury: ippon                                                                        |

### Schermen
| Olympiër               | Onderdeel  | Resultaat | Prestatie |
| ---------------------- | ---------- | --------- | --- |
| Lydia Hatuel-Zuckerman | floret (v) | 23e       | 1ste ronde groep 7: 3de met 3 overwinningen 2de ronde: vrij 3de ronde: V van ROU Guzgan-Tufan herkansingen: W van EUN Glikina herkansingen 2: V van GER Funkenhauser |

### Schietsport
| Olympiër         | Onderdeel                  | Resultaat | Prestatie                                         |
| ---------------- | -------------------------- | --------- | ------------------------------------------------- |
| Menachem Ilan    | 50m geweer 3 houdingen (m) | 41e       | kwalificatie: 41ste met 1132 punten (390-362-380) |
| Menachem Ilan    | 50m geweer liggend (m)     | 39e       | kwalificatie: 39ste met 590 punten                |
| Eduard Ilyav     | 10m lopend doel (m)        | 15e       | kwalificatie: 15de met 564 punten (288-276)       |
|                  |                            |           |                                                   |
| Jelena Tripolski | 25m sportpistool (m)       | 21e       | kwalificatie: 21ste met 573 punten (286-287)      |
| Jelena Tripolski | 10m luchtpistool (m)       | 37e       | kwalificatie: 37ste met 372 punten                |

### Tennis
| Olympiër    | Onderdeel     | Resultaat | Prestatie                                                                                      |
| ----------- | ------------- | --------- | ---------------------------------------------------------------------------------------------- |
| Gilad Bloom | enkelspel (m) | 17e       | 1ste ronde: W van TCH Vajda: 7-6 (7), 6-1, 6-0 2de ronde: V van USA Jim Courier: 2-6, 0-6, 0-6 |

### Worstelen
| Olympiër             | Onderdeel   | Resultaat   | Prestatie                                                                        |
| Vrije stijl          | Vrije stijl | Vrije stijl | Vrije stijl                                                                      |
| -------------------- | ----------- | ----------- | -------------------------------------------------------------------------------- |
| Max Geller           | -68kg (m)   | 11e         | groep A: 7de W van CUB Rodríguez: 2-1 V van TUR Özbaş: 0-2 G van HUN Elekes: 0-0 |
| Grieks-Romeins       |             |             |                                                                                  |
| Nik Zagranitchni     | -48kg (m)   | 11e         | groep A: 6de W van TUR Elmas: 10-8 V van USA Fuller: 1-2 V van CUB Sánchez: 0-4  |
| Alexander Davidovich | -62kg (m)   | 19e         | groep A: 10de V van EUN Martynov: 1-8 V van JPN Nishiguchi: 0-2                  |
| Matwai Baranov       | -68kg (m)   | 12e         | groep B: 7de V van BUL Stoyanov: 0-2 V van USA Smith: 0-4                        |

### Zeilen
| Olympiër                | Onderdeel         | Resultaat | Prestatie                                |
| ----------------------- | ----------------- | --------- | ---------------------------------------- |
| Amit Inbar              | lechner A-390 (m) | 8e        | 119,1 punten: (5-6-6-15-DNF-3-7-4-12-14) |
| Shay Bahar Erez Shemesh | 470 (m)           | 9e        | 90,7 punten: (3-14-10-14-24-4-15)        |
|                         |                   |           |                                          |
| Yoel Sela Eldad Amir    | flying dutchman   | 20e       | 130,0 punten: (16-23-20-18-13-11-16)     |

### Zwemmen
| Olympiër    | Onderdeel            | Resultaat | Prestatie               |
| ----------- | -------------------- | --------- | ----------------------- |
| Yoav Bruck  | 50m vrije slag (m)   | 32e       | serie 7: 6de in 23,72   |
| Yoav Bruck  | 100m vrije slag (m)  | 31e       | serie 7: 5de in 51,46   |
| Eran Groumi | 100m rugslag (m)     | 28e       | serie 5: 8ste in 57,67  |
| Eran Groumi | 200m rugslag (m)     | 37e       | serie 2: 7de in 2.07,91 |
| Eran Groumi | 100m vlinderslag (m) | 20e       | serie 6: 2de in 55,18   |
|             |                      |           |                         |
| Keren Regal | 50m vrije slag (v)   | 41e       | serie 1: 1ste in 27,93  |
| Timea Toth  | 100m vlinderslag (v) | 29e       | serie 4: 4de in 1.03,18 |
| Timea Toth  | 200m vlinderslag (v) | 20e       | serie 4: 7de in 2.16,84 |
| Keren Regal | 200m wisselslag (v)  | 37e       | serie 3: 7de in 2.25,85 |
| Keren Regal | 400m wisselslag (v)  | 29e       | serie 1: 6de in 5.07,97 |

Albanië · Algerije · Amerikaanse Maagdeneilanden · Amerikaans-Samoa · Andorra · Angola · Antigua en Barbuda · Argentinië · Aruba · Australië · Bahama's · Bahrein · Bangladesh · Barbados · België · Belize · Benin · Bermuda · Bhutan · Bolivia · Bosnië en Herzegovina · Botswana · Brazilië · Britse Maagdeneilanden · Bulgarije · Burkina Faso · Canada · Centraal-Afrikaanse Republiek · Chili · China · Chinees Taipei · Colombia · Congo-Brazzaville · Cookeilanden · Costa Rica · Cuba · Cyprus · Denemarken · Djibouti · Dominicaanse Republiek · Duitsland · Ecuador · Egypte · El Salvador · Equatoriaal-Guinea · Estland · Ethiopië · Fiji · Filipijnen · Finland · Frankrijk · Gabon · Gambia · Gezamenlijk team · Ghana · Grenada · Griekenland · Groot-Brittannië · Guam · Guatemala · Guinee · Guyana · Haïti · Honduras · Hongarije · Hongkong · Ierland · IJsland · India · Indonesië · Irak · Iran · Israël · Italië · Ivoorkust · Jamaica · Japan · Jemen · Jordanië · Kaaimaneilanden · Kameroen · Kenia · Koeweit · Kroatië · Laos · Lesotho · Letland · Libanon · Libië · Liechtenstein · Litouwen · Luxemburg · Madagaskar · Malawi · Malediven · Maleisië · Mali · Malta · Marokko · Mauritanië · Mauritius · Mexico · Monaco · Mongolië · Mozambique · Myanmar · Namibië · Nederland · Nederlandse Antillen · Nepal · Nicaragua · Nieuw-Zeeland · Niger · Nigeria · Noord-Korea · Noorwegen · Oeganda · Oman · Oostenrijk · Pakistan · Panama · Papoea-Nieuw-Guinea · Paraguay · Peru · Polen · Portugal · Puerto Rico · Qatar · Roemenië · Rwanda · Saint Vincent‑Grenadines · Salomonseilanden · Samoa · San Marino · Saoedi-Arabië · Senegal · Seychellen · Sierra Leone · Singapore · Slovenië · Soedan · Spanje · Sri Lanka · Suriname · Swaziland · Syrië · Tanzania · Thailand · Togo · Tonga · Trinidad en Tobago · Tsjaad · Tsjecho-Slowakije · Tunesië · Turkije · Uruguay · Vanuatu · Venezuela · Verenigde Arabische Emiraten · Verenigde Staten · Vietnam · Zaïre · Zambia · Zimbabwe · Zuid-Afrika · Zuid-Korea · Zweden · Zwitserland · Onafhankelijke olympische deelnemers